# Championnat du pays de Galles de football 2015-2016
Navigation
Welsh Premier League 2014-2015 Welsh Premier League 2016-2017
La saison 2015-2016 de Welsh Premier League est la vingt-troisième édition du championnat de première division du pays de Galles, qui constitue le premier échelon national du football gallois et qui oppose douze clubs professionnels, à savoir les dix premiers de la saison 2014-2015, le promu de la Cymru Alliance et le promu de la Welsh Football League.
Le championnat débute le 21 août 2015 et se déroule en trois phases. Les clubs s'affrontent d'abord en matches aller-retour sur vingt-deux journées dans une poule unique, puis en matches aller-retour sur dix journées en deux poules de six, avant une série éliminatoire pour la dernière place en Ligue Europa en matches simples sur deux journées.
C'est le tenant du titre, The New Saints, qui remporte à nouveau la compétition cette saison après avoir terminé en tête du classement final. C'est le dixième titre de champion du pays de Galles de l'histoire du club.

## Clubs participants
| \| Aberystwyth Broughton Bala Bangor Carmarthen Connah's Quay Haverfordwest Llandudno Newtown Port Talbot Rhyl Oswestry \| Localisation des clubs engagés dans le championnat. |
| Aberystwyth Broughton Bala Bangor Carmarthen Connah's Quay Haverfordwest Llandudno Newtown Port Talbot Rhyl Oswestry                                                           |

| Club                                           | Ville                                | Classement 2014-2015 |
| ---------------------------------------------- | ------------------------------------ | -------------------- |
| Aberystwyth Town Football Club                 | Aberystwyth                          | 4e                   |
| Airbus UK Broughton Football Club              | Broughton                            | 3e                   |
| Bala Town Football Club                        | Bala                                 | 2e                   |
| Bangor City Football Club                      | Bangor                               | 10e                  |
| Carmarthen Town Football Club                  | Carmarthen                           | 9e                   |
| Gap Connah's Quay Football Club                | Connah's Quay                        | 7e                   |
| Haverfordwest County Association Football Club | Haverfordwest                        | 2e (WFL)             |
| Llandudno Football Club                        | Llandudno                            | 1er (CA)             |
| Newtown Association Football Club              | Newtown                              | 6e                   |
| Port Talbot Town Football Club                 | Port Talbot                          | 5e                   |
| Rhyl Football Club                             | Rhyl                                 | 8e                   |
| The New Saints Football Club                   | Llansantffraid-ym-Mechain / Oswestry | 1er                  |

Légende des couleurs
- Tenant du titre et qualifié pour le 2e tour de qualification de la Ligue des Champions 2015-2016
- Qualifié pour le 1er tour de qualification de la Ligue Europa 2015-2016
- Promu

## Compétition

### Déroulement
Le championnat comprend trois phases. Durant la première, qui dure de la 1re à la 22e journée, les douze clubs s'affrontent à deux reprises. Au terme de la 22e journée, deux poules sont créées : la première réunit les clubs classés aux six premières places et la seconde, ceux classés aux six dernières. Au sein de ces poules, les clubs s'affrontent à nouveau à deux reprises, pour un total de trente-deux matches disputés durant la saison. Les clubs qui terminent aux deux dernières places de la deuxième poule sont relégués au terme de la saison.
La troisième phase consiste en une série éliminatoire en matches simples, disputée entre les clubs ayant terminé entre la 4e et la 7e place sur deux tours, une demi-finale et une finale.

### Classement
| Rang | Équipe                   | Pts | J  | G  | N  | P  | Bp | Bc | Diff |
| ---- | ------------------------ | --- | -- | -- | -- | -- | -- | -- | ---- |
| 1    | 'The New Saints T'C      | 64  | 32 | 18 | 10 | 4  | 72 | 24 | +48  |
| 2    | Bala Town                | 57  | 32 | 15 | 12 | 5  | 48 | 27 | +21  |
| 3    | Llandudno FC P           | 52  | 32 | 15 | 7  | 10 | 53 | 46 | +7   |
| 4    | Gap Connah's Quay        | 48  | 32 | 15 | 3  | 14 | 50 | 42 | +8   |
| 5    | Newtown AFC              | 42  | 32 | 11 | 9  | 12 | 46 | 54 | -8   |
| 6    | Airbus UK Broughton      | 42  | 32 | 12 | 6  | 14 | 46 | 55 | -9   |
|      |                          |     |    |    |    |    |    |    |      |
| 7    | Carmarthen Town          | 47  | 32 | 14 | 5  | 13 | 45 | 52 | -7   |
| 8    | Aberystwyth Town         | 46  | 32 | 13 | 7  | 12 | 51 | 47 | +4   |
| 9    | Bangor City              | 45  | 32 | 13 | 6  | 13 | 49 | 52 | -3   |
| 10   | Port Talbot TownR        | 39  | 32 | 10 | 9  | 13 | 39 | 56 | -17  |
| 11   | Rhyl FC                  | 27  | 32 | 5  | 12 | 15 | 36 | 50 | -14  |
| 12   | Haverfordwest County P R | 21  | 32 | 5  | 6  | 21 | 27 | 57 | -30  |

| Légende : Qualifications et relégations | Légende : Qualifications et relégations                                                                    |
| --------------------------------------- | --- |
|                                         | Qualification pour le 2e tour de qualification de la Ligue des Champions 2016-2017                         |
|                                         | Qualification pour le 1er tour de qualification de la Ligue Europa 2016-2017                               |
|                                         | Qualification pour les playoffs de qualification au 1er tour de qualification de la Ligue Europa 2016-2017 |
|                                         | Relégation directe en deuxième division                                                                    |
|                                         | T : Tenant du titre C : Vainqueur de la Welsh Cup PO : Vainqueur des playsoffs P : Promu de D2             |

Port Talbot Town est relégué en D2 à titre conservatoire par la Fédération Galloise pour un défaut de licence.   

### Résultats
| Résultats (▼dom., ►ext.) | ABE | AIR | BAL | BAN | CAR | CQN | HAV | LND | NEW | PTA | RHL | TNS |
| Aberystwyth Town         |     | 1-2 | 1-1 | 4-0 | 1-2 | 1-1 | 1-2 | 1-4 | 1-2 | 1-3 | 3-1 | 0-4 |
| Airbus UK Broughton      | 2-0 |     | 2-0 | 1-4 | 5-1 | 3-2 | 2-1 | 0-2 | 1-4 | 2-0 | 0-0 | 1-1 |
| Bala Town                | 0-1 | 2-1 |     | 3-0 | 2-1 | 2-0 | 3-2 | 3-0 | 1-0 | 5-2 | 0-0 | 0-0 |
| Bangor City              | 2-3 | 3-0 | 1-1 |     | 1-2 | 2-1 | 2-1 | 0-3 | 3-0 | 1-2 | 1-0 | 0-2 |
| Carmarthen Town          | 0-3 | 2-3 | 0-0 | 2-1 |     | 1-0 | 4-1 | 2-4 | 0-2 | 0-0 | 1-1 | 1-6 |
| Connah's Quay Nomads     | 1-2 | 1-1 | 2-1 | 1-3 | 4-0 |     | 2-1 | 2-1 | 0-2 | 5-0 | 3-1 | 2-0 |
| Haverfordwest County     | 0-1 | 0-1 | 0-2 | 2-1 | 0-0 | 0-2 |     | 2-0 | 0-1 | 1-2 | 1-1 | 0-4 |
| Llandudno                | 3-2 | 1-0 | 0-0 | 1-2 | 1-2 | 1-0 | 1-0 |     | 0-2 | 1-1 | 1-0 | 3-4 |
| Newtown                  | 0-0 | 0-3 | 2-3 | 0-3 | 4-1 | 4-2 | 3-0 | 0-3 |     | 1-1 | 1-2 | 2-2 |
| Port Talbot Town         | 4-2 | 2-2 | 0-0 | 2-0 | 0-3 | 0-4 | 1-2 | 1-4 | 1-1 |     | 0-3 | 0-1 |
| Rhyl                     | 2-2 | 1-0 | 1-3 | 1-1 | 1-4 | 1-2 | 1-2 | 1-1 | 1-1 | 0-1 |     | 0-0 |
| The New Saints           | 1-1 | 4-0 | 1-1 | 2-0 | 2-0 | 2-0 | 2-0 | 1-1 | 4-1 | 3-1 | 2-2 |     |

| Résultats (▼dom., ►ext.) | AIR | BAL | CQN | LND | NEW | TNS |
| Airbus UK Broughton      |     | 0-3 | 0-1 | 3-4 | 2-2 | 3-2 |
| Bala Town                | 3-1 |     | 3-1 | 0-0 | 1-1 | 0-0 |
| Connah's Quay Nomads     | 2-1 | 0-1 |     | 2-3 | 1-0 | 2-1 |
| Llandudno                | 1-1 | 3-2 | 1-2 |     | 3-2 | 1-5 |
| Newtown                  | 0-3 | 2-2 | 3-2 | 1-1 |     | 0-6 |
| The New Saints           | 5-0 | 2-0 | 0-0 | 2-0 | 1-2 |     |

| Résultats (▼dom., ►ext.) | ABE | BAN | CAR | HAV | PTA | RHL |
| Aberystwyth Town         |     | 4-0 | 2-4 | 3-1 | 1-0 | 3-1 |
| Bangor City              | 0-0 |     | 2-2 | 5-2 | 0-2 | 4-3 |
| Carmarthen Town          | 1-0 | 0-1 |     | 1-0 | 2-3 | 2-0 |
| Haverfordwest County     | 1-3 | 1-1 | 1-2 |     | 1-1 | 1-1 |
| Port Talbot Town         | 2-2 | 1-1 | 0-2 | 2-0 |     | 4-0 |
| Rhyl                     | 0-1 | 3-4 | 1-0 | 1-1 | 5-0 |     |

### Playoffs de Qualification Ligue Europa
Les équipes classées entre la 4e et la 7e place disputent les play-offs pour déterminer la troisième équipe galloise qualifiée en Ligue Europa 2016-2017.

#### Demi-finales
| Équipe 1          | Résultat | Équipe 2            |
| ----------------- | -------- | ------------------- |
| Gap Connah's Quay | 2 - 0    | Carmarthen Town     |
| Newtown AFC       | 1 - 2    | Airbus UK Broughton |

#### Finale
| Équipe 1          | Résultat | Équipe 2            |
| ----------------- | -------- | ------------------- |
| Gap Connah's Quay | 1 - 0    | Airbus UK Broughton |

## Bilan de la saison
| Championnat du pays de Galles de football 2015-2016                        |                                 |
| Champion                                                                   | The New Saints (10e titre)      |
| Coupes et trophées                                                         |                                 |
| Vainqueur de la Coupe du pays de Galles 2015-2016                          | The New Saints                  |
| Qualifications continentales                                               |                                 |
| Ligue des champions de l'UEFA 2016-2017                                    | The New Saints                  |
| Ligue Europa 2016-2017                                                     | Bala Town                       |
| Ligue Europa 2016-2017                                                     | Llandudno FC                    |
| Ligue Europa 2016-2017                                                     | Gap Connah's Quay               |
| Promotions et relégations                                                  |                                 |
| Promus en Championnat du pays de Galles de football                        | Caernarfon Town                 |
| Promus en Championnat du pays de Galles de football                        | Cardiff Metropolitan University |
| Relégués en Championnat du pays de Galles de football de deuxième division | Port Talbot Town                |
| Relégués en Championnat du pays de Galles de football de deuxième division | Haverfordwest County            |